# Fersmita
La fersmita es la forma mineral de un óxido múltiple de fórmula química (Ca,Ce,Na)(Nb,Ta,Ti)2(O,OH,F)6. 
Fue descubierto por Elsa Maximilianovna Bohnstedt-Kupletskaya y T.A. Burova en los montes Urales en 1946. Debe su nombre al mineralogista, geoquímico y gemólogo ruso Aleksandr Fersman (1883-1945).

## Propiedades
La fersmita tiene color negro parduzco, pardo oscuro o negro. Es un mineral opaco, translúcido en extremos finos, con brillo vítreo o resinoso.
Tiene dureza 4 - 4,5 en la escala de Mohs (entre la de la fluorita y la del apatito) y una densidad entre 4,69 y 4,79 g/cm³. Es un mineral extremadamente frágil que al fracturarse da lugar a fragmentos concoideos.
Cristaliza en el sistema ortorrómbico, clase dipiramidal.
Es miembro del grupo mineralógico de la euxenita.
Su fórmula empírica es Ca0.7Ce0.2Y0.1Na0.1Th0.05Nb1.7Ta0.3Ti0.02O5(OH)F0.1.
Al contener torio, es un mineral radiactivo.
Es fluorescente, adquiriendo coloración de verde amarilla a verde azulada con luz ultravioleta, y coloración azul clara con catodoluminiscencia.

## Morfología y formación
La fersmita puede presentarse en forma de cristales prismáticos, ligeramente alargados a lo largo de [001] y estriados paralelos a [001]; también puede tener forma acicular, de hasta 15 mm de longitud. Aparece en intercrecimientos —entrelazado de granos de distintos minerales formados por cristalización simultánea— con columbita y pirocloro.
Puede sufrir el proceso de metamictización, que conlleva la pérdida de la estructura cristalina como consecuencia del daño producido por radiación.
Es un mineral accesorio raro en sienitas nefelínicas y carbonatitas. Se presenta asociado, además de con columbita y pirocloro, con plagioclasa, microclina, biotita, apatito y titanita.

## Yacimientos
La localidad tipo se encuentra en el sur de los montes Urales (óblast de Cheliábinsk, Rusia) y se conserva en el Museo Mineralógico Fersman de Moscú. Hay otro depósito al norte de este, en la mina de níquel Lipovska, en el óblast de Sverdlovsk.
También en Rusia, el macizo ultrabásico de Afrikanda (península de Kola) contiene fersmita, además de otros minerales óxidos como zirconolita, kassita y cafetita.
En Estados Unidos hay depósitos de fersmita en Colorado (condados de Fremont y  Larimer), Michigan (condado de Dickinson), Montana (condado de Ravalli) y Virginia (Amelia Court House).